# Jernbane Allé (Odense)
 For alternative betydninger, se Jernbane Allé. (Se også artikler, som begynder med Jernbane Allé)
Jernbane Allé er en allé ved Fruens Bøge jernbanestation i kvarteret Fruens Bøge i Dalum i Odense. Jernbane Allé er en sidevej til Dalumvej og ligger tæt ved Dalum Kirke. 
Jernbane Allé blev bygget på den grund som 1909 blev solgt af Fyens Cykle Union, og som kort efter blev udstykket til villagrunde. I 1911 blev de seks første huse opført på den da ny-anlagte Jernbane Allé. Allén er ført gennem den tidligere Cykelbanes oval.
Det eneste, der blev efterladt, var en vandhane, der havde stået på inderkredsen. Udbygningen av Jernbane Allé fortsatte, og omkring 1920 var over halvdelen af husene på Jernbane Allé bygget, og i 1927 var vejen stort set udbygget. Husene på Jernbane Allé er således bygget i perioden 1911 til 1930. Tre bygninger er opført i ”00erne” de var oprindeligt tilbygninger til Cykelbanen i Fruens Bøge. 
Jernbane Allé blev fra starten anlagt som en allé flankeret af rønnebærtræer på begge sider disse blev fjernet 1945.
Jernbane Allé er et typisk eksempel på de første villaveje i Dalum. 
Villaerne var oprindeligt beboet af selvstændige håndværkere og arbejdere, heraf mange papirarbejdere fra Dalum Papirfabrik.